# 980 (numero)
Novecentottanta (980) è il numero naturale dopo il 979 e prima del 981.

## Proprietà matematiche
- È un numero pari.
- È un numero composto, con 18 divisori: 1, 2, 4, 5, 7, 10, 14, 20, 28, 35, 49, 70, 98, 140, 196, 245, 490, 980.  Poiché la somma dei suoi divisori (escluso il numero stesso) è 1414 > 980, è un numero abbondante.
- È un numero semiperfetto in quanto pari alla somma di alcuni (o tutti) i suoi divisori.
- È un numero malvagio.
- È parte delle terne pitagoriche (336, 980, 1036), (357, 980, 1043), (588, 784, 980), (735, 980, 1225), (980, 1029, 1421), (980, 1197, 1547), (980, 1575, 1855), (980, 2301, 2501), (980, 2352, 2548), (980, 3360, 3500), (980, 4752, 4852), (980, 4851, 4949), (980, 6825, 6895), (980, 8547, 8603), (980, 9579, 9629), (980, 11985, 12025), (980, 17136, 17164), (980, 24000, 24020), (980, 34293, 34307), (980, 48015, 48025), (980, 60021, 60029), (980, 120048, 120052), (980, 240099, 240101).
- È un numero congruente.
- È un numero pratico.
- È un numero palindromo e un numero ondulante nel sistema di numerazione posizionale a base 13 (5A5).
- È un numero a cifra ripetuta e un numero palindromo nel sistema posizionale a base 34 (SS).

## Astronomia
- 980 Anacostia è un asteroide della fascia principale del sistema solare.
- NGC 980 è una galassia lenticolare della costellazione di Andromeda.

## Astronautica
- Cosmos 980 è un satellite artificiale russo.

## Strade
- Bundesautobahn 980 è una autostrada federale in Germania.
- Interstate 980 è una autostrada in California, Stati Uniti d'America.
- Pennsylvania Route 980 è una autostrada in Pennsylvania, Stati Uniti d'America.
- Maryland Route 980 è una autostrada in Maryland, Stati Uniti d'America.
- Kentucky Route 980 è una autostrada in Kentucky, Stati Uniti d'America.
- PR-980 è una autostrada in Paraná, Brasile.

## Astronomia
La FS 980 è una locomotiva locotender un tempo in uso alle Ferrovie dello Stato italiane.